# Asclepias tuberosa
L'erba delle farfalle (Asclepias tuberosa L., 1753 è una pianta della famiglia delle Apocinacee.
È originaria del Nord America orientale e sudoccidentale. Il suo nome comune deriva dell'attrazione che esercita sulle farfalle, dovuta al suo colore intenso e alla copiosa produzione di nettare da parte delle infiorescenze.